# Kerlenn Pondi
Vous lisez un « bon article » labellisé en 2015.
La Kerlenn Pondi est un ensemble traditionnel regroupant un bagad et un cercle celtique. Il est fondé à Pontivy dans le Morbihan en 1953 sur la base de deux groupes plus anciens, la Garde Saint-Ivy et les « Moutons Blancs ». Il hérite du nom de cette dernière association comme surnom, en raison de la couleur et de la texture laineuse des costumes de cette région.
Son bagad évolue en 2015 en première catégorie du championnat national des bagadoù, qu'il a remporté une seule fois en 2001. Il a par ailleurs produit cinq albums depuis sa création. Son cercle celtique évolue lui aussi en première catégorie des concours de Kendalc'h, qu'il a remporté une seule fois en 1966. Ces deux groupes se produisent fréquemment ensemble et sont à l'origine de la sauvegarde d'airs de musiques bretons, notamment de danse comme la laridé-gavotte et la gavotte Pourlet.
L'association est aussi active dans d'autres domaines de la culture bretonne, touchant par exemple la langue bretonne et l'organisation d’événements comme le Kan ar Bobl.

## Historique

### Les Moutons Blancs

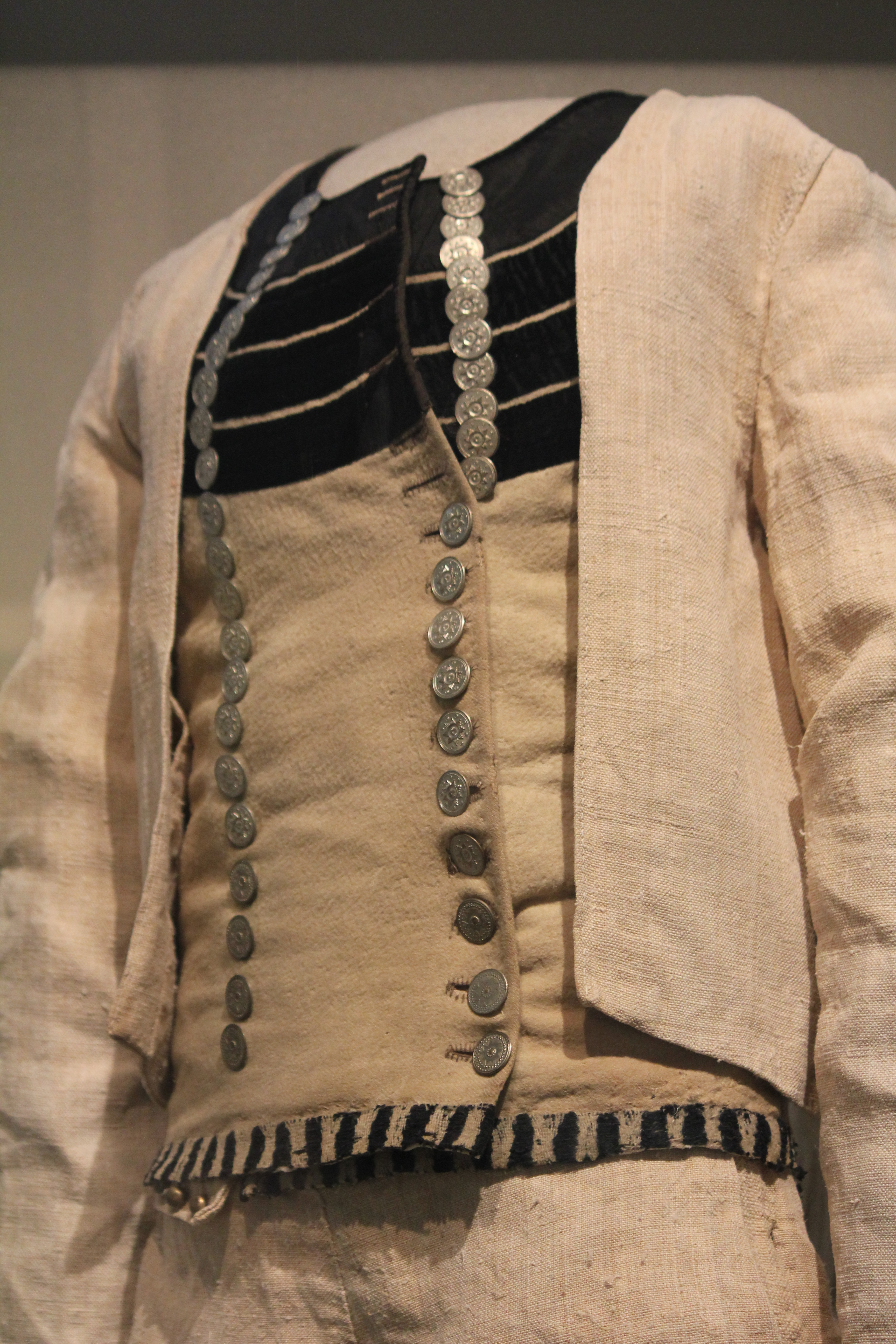
Costume de la région de Pontivy du début du XXe siècle.

Deux autres groupes ont précédé la Kerlenn Pondi, plusieurs de leurs membres rejoignant par la suite celle-ci, lui apportant des cadres et des savoir-faire. L'ensemble des « Moutons Blancs » est dirigé par Pierre Ropert de 1932 à 1939 et tourne ses activités vers la conservation des costumes traditionnels de la région et vers la danse bretonne. Il se produit un peu partout en France, notamment à Nice en 1939 ou lors de l'exposition universelle de 1937 à Paris. La Seconde Guerre mondiale sonne cependant la fin des activités du groupe ; son dirigeant Pierre Ropert, membre du réseau de résistance Pat O'Leary, étant mort en déportation, le groupe n'est pas relancé après guerre. Le groupe laïque, recrutant dans les milieux bourgeois de la ville, compte dans ses rangs des commerçants, des avocats ou des médecins. Certains de ses membres vont se retrouver dans la Kerlenn Pondi après-guerre et former les cadres de celle-ci.
Un second groupe, la clique de la Garde Saint-Ivy, est une fanfare d'un patronage catholique dont le recrutement est plus populaire et dont la notoriété se limite à Pontivy. Sa disparition en 1948 laisse un vide dans la vie musicale de la ville ; plusieurs de ses membres vont intégrer et structurer la Kerlenn à ses débuts.

### Création sous l'impulsion de l'abbé Le Teuf
La Bretagne connaît un renouveau dans son expression culturelle à partir de la fin des années 1940, avec notamment la création des premiers bagadoù. Ce mouvement motive un ancien responsable de la Garde Saint-Ivy, l'abbé Le Teuf, pour créer à Pontivy un groupe du même type en 1953, d'autres groupes musicaux de ce type ayant déjà été créés par des ecclésiastiques les années précédentes,. Aidé par le chanoine Guyonvarc'h, archiprêtre de Pontivy, qui lui fournit une salle paroissiale au Vieux-Chemin pour les activités du groupe, Le Teuf commence à recruter des musiciens en passant au café Autret qui est alors fréquenté par de nombreux sonneurs de la région. Une première répétition a lieu en octobre 1953, avec trois musiciens et une chanteuse, et les statuts de l'association « Kerlen Pondi » (avec un seul n) sont déposés au 1er juin 1954,. Le groupe adhère dès son origine à la Bodadeg ar Sonerion et à Kendalc'h, la première association fédérant les bagadoù, et la seconde s'occupant plus largement de la culture bretonne, le projet de Le Teuf ne se limitant pas à un aspect musical et s'inscrivant dans une approche culturelle plus large, incluant notamment la danse bretonne.
Le recrutement initial comporte des anciens sonneurs de la région, ainsi que des jeunes du quartier populaire de Tréleau. Les premières priorités du groupe sont d'équiper les jeunes sonneurs d'instruments et de costumes ; dans ce but, des parades sont organisées tous les dimanches afin de récolter de l'argent pour acheter des instruments. Ceux-ci sont commandés dans un premier temps à Dorig Le Voyer, le fournisseur officiel de la BAS, puis auprès d'un autre facteur d'instruments, le nantais André Laurenceau, puis enfin concernant les cornemuses auprès de fournisseurs écossais. Les costumes sont eux acquis auprès des familles des musiciens, auprès d'anciens de la région, ou à l'occasion d'héritages.
L'apprentissage des instruments se fait en imitant les musiciens plus anciens, les méthodes instrumentales étant peu ou pas développées à l'époque,, sans passer par l'enseignement du solfège. Les apprenants commencent tous par la bombarde, avant de passer par la suite au biniou kozh dont le doigté est très similaire ; les premiers morceaux appris incluent le plus souvent la marche de Cadoudal, ou encore la Marche de Pontivy écrite par Jef Le Penven. La première sortie officielle du bagad a lieu en mars 1954 à Pontivy et il est alors sollicité pour accompagner la tenue d'un match de football opposant deux corporations de la ville. Dès le mois suivant, il est invité en dehors des murs de la cité pour se produire à Pluméliau, à l'occasion d'une course de moto-cross, et est cette fois accompagné de trois autres bagadoù du Morbihan, venant de Gourin, Guémené et Landaul. La première participation à un concours est enregistrée en 1957, mais le groupe ne parvient pas à accéder à la seconde catégorie, à une époque où les bagadoù du Morbihan sont surclassés par ceux du Finistère ou de Rennes et Nantes.
Le cercle celtique se développe sur la même base que le bagad, le recrutement se faisant de bouche à oreille et provenant de quartiers populaires comme celui de Château-Gaillard. L'encadrement compte par contre quelques notables de la ville, dont des anciens des Moutons Blancs. Les échanges avec le bagad se limitent les premières années à la participation d'un couple de bombarde-biniou pour l'accompagnement musical, les deux groupes ne visant pas le même type de production artistique. Les débuts en concours sont meilleurs que ceux du bagad, le cercle remportant en 1957 une cinquième place en championnat de Bretagne.
D'autres activités sont organisées dans les premières années de la Kerlenn, comme une chorale ou des expérimentations théâtrales, mais connaissent une existence plus brève. L'abbé Le Teuf est par ailleurs nommé loin de Pontivy en 1958 et la gestion du groupe revient à l'abbé Corvec.

### Dynamisme des années Blanchard
L'abbé Blanchard prend la tête du groupe lors de sa nomination comme vicaire dans la paroisse de Pontivy en 1966, prenant ainsi la suite de l'abbé Péron. Celui-ci, bien qu'ignorant tout de la musique bretonne, dispose d'un bagage technique musical depuis ses études au séminaire pendant lesquelles un de ses enseignants, Auguste Le Guennant, l'a initié aux travaux de Béla Bartók sur la musique hongroise. Il prend très tôt appui sur Jean-Claude Jégat, responsable du pupitre des bombardes, pour moderniser le groupe. Dès 1967, il impose l'apprentissage du solfège aux débutants et les rassemble dans un groupe spécifique, préfigurant les bagadig,.
Musicalement, le groupe connaît plusieurs évolutions. Blanchard se met à la caisse claire, expérience de laquelle il tire une des premières méthodes d'apprentissage, et introduit l'utilisation de l'harmonie dans les compositions du groupe, alors que précédemment celui-ci joue à l'unisson : c'est là une innovation dans la musique de bagad, introduite quelques années plus tôt par des sonneurs de la Kevrenn Brest Sant Mark et de la Kevrenn de Rennes. Ce travail permet au bagad d'atteindre la seconde catégorie du championnat national des bagadoù en 1967, puis la première catégorie en 1970. Blanchard se lance aussi dans la collecte d'airs locaux, écrit quelques airs pour la Kerlenn et prend un rôle comparable à celui d'un chef d'orchestre lors des représentations du groupe, chose alors interdite par les règlements de la BAS. Un second disque est publié en 1972, après un premier enregistrement fait en 1960.
La danse connaît quelques évolutions. La laridé-gavotte bénéficie d'un regain d'intérêt à l'époque et est intégrée au répertoire du cercle, comme du bagad. Pour la première fois en 1968, les deux groupes se produisent en même temps sur scène, lors d'une fête à Combourg. Sous l'impulsion de Raphaël Hellec, l'enseignement des danses est revu, de même que les costumes utilisés lors des danses qui sont simplifiés avec l'abandon du chapeau puis de la veste, inadaptés aux danses dynamiques. La chorégraphie est elle aussi modernisée. C'est à la même époque que le cercle remporte son seul titre de champion de Bretagne en 1966.
Enfin, le groupe connaît à l'époque une autre expérimentation avec le travail de Jégat et de Louis Yhuel sur le duo orgue-bombarde. Blanchard doit cependant quitter la Kerlenn en 1971 lorsqu'il est nommé recteur à Quistinic, mais continue de suivre et d'aider régulièrement le groupe.

### Reconstruction autour des années 1980
Le départ de l'abbé Blanchard fragilise le groupe et le bagad doit redescendre dès 1976 en seconde catégorie en raison de mauvais résultats en concours, avant de se stabiliser en troisième catégorie les années suivantes. La tendance s'inverse à partir de 1982 lors que le groupe remporte le concours de troisième catégorie, ce qui lui permet de remonter dans la catégorie supérieure. L'amélioration se poursuit ; une première place en 1983, une troisième place en 1986 et une première place en 1988 lui permettent de retrouver la première catégorie en 1993.
La structure de l'ensemble évolue et de nouveaux statuts sont déposés en 1978, qualifiant la Kerlenn d'« ensemble culturel breton ». Des problèmes de locaux obligent le groupe à déménager dans l'ancienne école du quartier de Keropert en 1984, puis dans l'ancienne école du Resto en 1986. La Kerlenn enregistre la réouverture du bagadig en 1992 après plusieurs années de mise en sommeil, puis la création du White Sheep Pipe Band, le pipe-band de l'association, en 1995.
Le groupe de danse enregistre plusieurs bons résultats pendant cette période, dont une quatrième place en championnat en 1991. Des expérimentations dans le champ théâtral sont par ailleurs produites à cette époque, basées sur l'épisode du Camp de Conlie en 1978, sur le nucléaire en 1979 alors que l'affaire de Plogoff est d'actualité, ou encore en 1991 sur la pratique de la soule au XIXe siècle en Bretagne, ou sur la peste en 1995.

### Affirmation comme l'un des acteurs majeurs de la musique bretonne

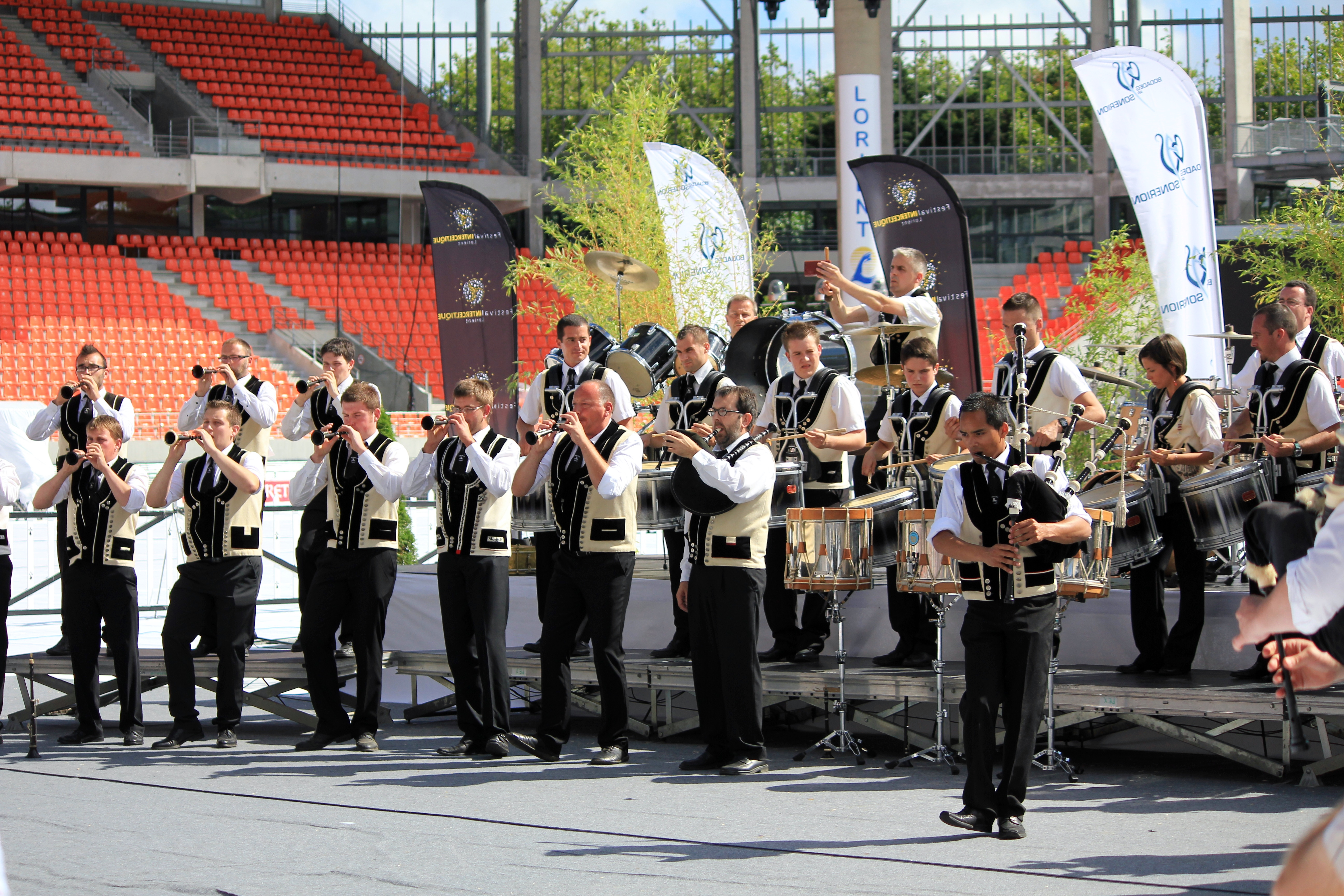
Prestation au championnat national des bagadoù 2013 à Lorient

Le bagad commence à rivaliser avec les meilleurs groupes à partir de la fin des années 1990. Après des places de vice-champion du championnat national des bagadoù en 1997 puis en 1999, le bagad parvient à décrocher le titre en 2001. Cependant, il ne réussit pas à réitérer ce succès lors des éditions suivantes. En 2014, le cercle, en collaboration avec le bagad, présente une suite chorégraphiée évoquant la révolte des Bonnets rouges, qui lui permet de retrouver la première catégorie du championnat, quittée quatre ans plus tôt. L'édition suivante, il obtient le titre de vice-champion de Bretagne.
Les créations et collaborations musicales se multiplient. Après avoir joué avec Alan Stivell en 2001, le groupe accompagne Marc Steckar en 2003. Trois albums sortent à cette époque : Fest A Gren en 1997, puis Kerlenn Pondi en 2001 et A-Gevet en 2011.
Plusieurs représentations et voyages sont notables sur cette période. Dans le cadre de la fête de la Saint-Patrick, il se produit au stade de France en 2002 et 2003 ainsi qu'au palais omnisports de Paris-Bercy en 2005, 2006, 2007 et 2008. En 2007, dans le cadre de la Breizh Touch, il défile sur l'avenue des Champs-Élysées. Des voyages hors-Europe sont organisés à la même époque, en Guyane en 1998, en Chine en 2005 et au Népal en 2010.

## Fonctionnement
Liste des présidents :
- 1953-1978 : Joseph Le Tinier[33]
- 1978-1983 : Jean-Claude Jouanno[33]
- 1983-1984 : Alain Le Corronc[33]
- 1984-1990 : Alain Jégo[33]
- 1990-1996 : Dominique Mahé[33]
- 1996-1998 : Bernard Le Claire[33]
- 1998-2003 : Dominique Mahé[33]
- 2003-2007 : Céline Le Forestier[33]
- 2007-2011 : Julien Fleury[33]
- 2011-2014 : Benoît Le Ruyet[33]
- depuis 2014 : Cyrille Berthou[45]

### L'association
La Kerlenn Pondi est organisée sous la forme d'une association loi de 1901, dont les statuts ont été déposés en préfecture le 1er juin 1954. Elle est dirigée depuis 2014 par Cyrille Berthou (issu du bagad et ancien des bagadoù du Havre et de Cesson-Sévigné) et par un conseil d'administration dont la moyenne d'âge est en 2012 de 27 ans.
L'association compte en 2013 215 musiciens et danseurs, répartis entre les différents groupes pour un total d'environ 250 membres et une moyenne d'âge comprise entre 35 et 40 ans. Au total à la même date, un peu plus d'un millier de personnes en ont fait partie depuis sa création.
En plus de ses activités centrées sur le bagad et sur le cercle celtique, l'association est par ailleurs impliquée dans des cours d'apprentissage du breton ou dans l'aide à l'organisation d'événements comme des épreuves du Kan ar Bobl.

### Le bagad
Liste des penn soner :
- 1954-1958 : abbé Raymond Le Teuf[28],[n 7]
- 1958-1960 : Abbé Le Corvec[28]
- 1960-1966 : Abbé Perron[28]
- 1966-1971 : Abbé Blanchard[28]
- 1971-1979 : Abbé Corlobé[28]
- 1979-1982 : Gilbert Tanguy[28]
- 1982-1992 : Alain Le Corronc[28]
- 1992-1998 : Yannig Audran[33]
- 1998-2008 : Mikaël Jouanno[33]
- 2008-2012 : Romain Sponnagel[33],[52]
- 2012-2014 : Vincent Fleury[52]
- depuis 2015 : Simon Lotout[53]

Le bagad principal qui se produit sous le nom de « Kerlenn Pondi » comporte 40 musiciens en 2013 répartis en quatre pupitres, chacun réunissant les joueurs d'un même instrument (cornemuse, bombarde, caisse claire et percussions). Il évolue en première catégorie du championnat national des bagadoù. Depuis 2015, il est dirigé par Simon Lotout.
Musicalement, il se singularise par une spécialisation dans le répertoire du pays Vannetais, notamment dans les danses du pays de Pontivy (Laridé-Gavotte) et du pays Pourlet (Gavotte Pourlet). Le costume porté par l'ensemble est celui datant de la fin du XIXe siècle, composé d'une veste blanche et d'un pantalon noir.

### Le cercle celtique

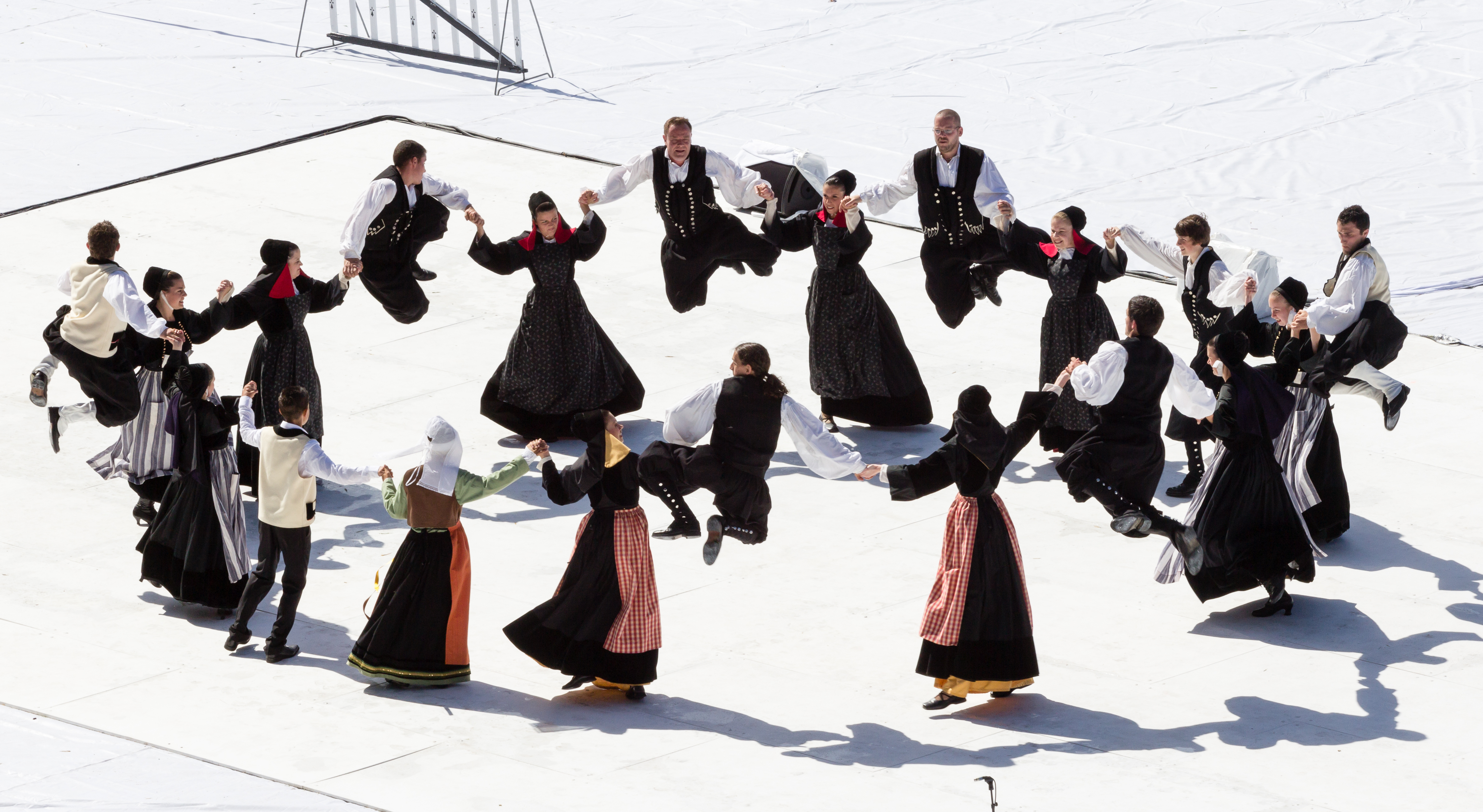
Le groupe portant différents costumes.

Le cercle celtique se compose de 30 danseurs en 2013 et évolue en 2015 dans la seconde catégorie des concours organisés par Kendalc'h.
Le groupe de danse de la Kerlenn utilise plusieurs types de costumes, tous issus du pays de Pontivy. Le costume masculin peut être de deux types. Le premier, le plus ancien, porté au XIXe siècle, se compose d'une veste noire brodée et ornée de nombreux boutons ainsi que de bragoù braz descendant jusqu'en dessous des genoux et d'un large chapeau. Le second, datant lui de la fin du XIXe siècle, se compose d'une veste blanche, d'un pantalon et d'un chapeau « à guides ». Le costume féminin suit la même chronologie. Le costume du XIXe siècle se compose d'une robe de couleur vive (noire vers la fin du siècle) comptant une longue jupe plissée et de deux corsages. Le couvre-chef se compose d'une longue coiffe à ailes ou d'un capot noir. Le costume de l'après-guerre comporte une robe plus courte et plus légère, bordée de bandes de velours et d'un tablier brodé comportant des touches de couleurs. Le couvre-chef comporte lui une coiffe couverte de broderies ou un capot identique à celui du XIXe siècle.

### Les autres groupes
Concernant la formation à la danse, 30 enfants sont inscrits au cercle école, auxquels s'ajoutent 80 autres danseurs inscrits à la danse loisirs en 2013.
La formation musicale est effectuée en partenariat avec le conservatoire de musique de Pontivy avant que les musiciens n'intègrent le premier bagad école, ou bagadigan, puis le Bagadig, antichambre du groupe principal. Le bagadig compte en 2013 23 musiciens, d'âges compris entre 11 et 60 ans, et évolue en 2014 en 3e catégorie du championnat national des bagadoù.
Une formation de pipe band, le White Sheep Pipe Band, est aussi entretenue par l'ensemble depuis 1995 et participe à des concours régionaux comme lors du festival interceltique de Lorient.

## Résultats en compétitions

### Championnat national des bagadoù
| 1969         | 1982         | 1983         | 1986         | 1988         | 1997         | 1999         | 2001     | 2005         |
| ------------ | ------------ | ------------ | ------------ | ------------ | ------------ | ------------ | -------- | ------------ |
| 1er (2e cat) | 1er (3e cat) | 1er (2e cat) | 3e (1re cat) | 1er (2e cat) | 2e (1re cat) | 2e (1re cat) | Champion | 6e (1re cat) |

| 2006         | 2007         | 2008         | 2009 | 2010         | 2011         | 2012         | 2013         | 2014         |
| ------------ | ------------ | ------------ | ---- | ------------ | ------------ | ------------ | ------------ | ------------ |
| 5e (1re cat) | 6e (1re cat) | 5e (1re cat) | NC   | 9e (1re cat) | 7e (1re cat) | 7e (1re cat) | 6e (1re cat) | 7e (1re cat) |

| 2015         | 2016         | 2017         | 2018         | 2019         | - | - | - | - |
| ------------ | ------------ | ------------ | ------------ | ------------ | - | - | - | - |
| 6e (1re cat) | 7e (1re cat) | 9e (1re cat) | 8e (1re cat) | 3e (1re cat) | - | - | - | - |

### Championnat de danse de Kendalc'h
| 1966     | 1991        | 1993        | 1997        | 2013 | 2014        | 2015        | 2016         | 2017          |
| -------- | ----------- | ----------- | ----------- | ---- | ----------- | ----------- | ------------ | ------------- |
| Champion | 4e(1re cat) | 2e(1re cat) | 2e(1re cat) | NPP  | 1re(2e cat) | 2e(1re cat) | 1er(1re cat) | 4e{Excellañs} |

| 2018          | 2019          | - | - | - | - | - | - | - |
| ------------- | ------------- | - | - | - | - | - | - | - |
| 2e{Excellañs} | 2e{Excellañs} | - | - | - | - | - | - | - |

### Palmarès
| Titres en championnats de bagadoù                                                                                               | Titres en championnats de danse                                               |
| - Championnat national des bagadoù : - Champion de première catégorie : 2001 - Champion de seconde catégorie : 1969, 1983, 1988 | - Championnat de danse de Kendalc'h : - Champion de première catégorie : 1966 |

## Productions artistiques

### Discographie
- 1960 : Kerlenn Pondi (Mouez Breiz)
- 1972 : Pontivy, musique, danse de Bretagne (MF Paris)
- 1997 : Fest a gren (Coop Breizh)| No  | Titre                                                       | Durée |
| --- | ----------------------------------------------------------- | ----- |
| 1.  | Suite Du Pays De Redon : Elle Est Lassee D'etre Jeune Fille |       |
| 2.  | Que Fais-Tu La Sœur Caden ?                                 |       |
| 3.  | Tour A Tour                                                 |       |
| 4.  | Elle Est Lassee D'etre...                                   |       |
| 5.  | 'Y A' Core 10 Filles...                                     |       |
| 6.  | 6 Temps                                                     |       |
| 7.  | Elle Est Lassee D'etre                                      |       |
| 8.  | Suite Du Pays Fisel : Selaouit !                            |       |
| 9.  | Ton Kentan                                                  |       |
| 10. | Bal                                                         |       |
| 11. | Ma Bro Gaer Breizh-Izel                                     |       |
| 12. | Butun Drol                                                  |       |
| 13. | Ton Diwezhan                                                |       |
| 14. | Ker-Roc'h-Tomm : Merc'hed Yaouank, Pa Zimezit               |       |
| 15. | Maina                                                       |       |
| 16. | Hanter-Hanter                                               |       |
| 17. | Kamm-Jilgamm                                                |       |
| 18. | Hanter-Dro                                                  |       |
| 19. | Dait-C'hwi Genin Breman Plac'hig                            |       |
| 20. | Mab Kloc'her Melrant                                        |       |
| 21. | Pe'ar'leur                                                  |       |
| 22. | Ker-Roc'h-Tomm                                              |       |
| 23. | Fest A Gren                                                 |       |
| 24. | Maina                                                       |       |
- 2001 : Kerlenn Pondi (Coop Breizh)| No  | Titre                           | Durée |
| --- | ------------------------------- | ----- |
| 1.  | Fleur De Lilas                  |       |
| 2.  | La Petite Louisette             |       |
| 3.  | Ronde                           |       |
| 4.  | Baleu                           |       |
| 5.  | Ronde                           |       |
| 6.  | Riquegnée                       |       |
| 7.  | On Fait L'amour, On Boit Le Vin |       |
| 8.  | Arc'hoazh E Partian             |       |
| 9.  | Ar Spontailhou                  |       |
| 10. | Manez Gwenn                     |       |
| 11. | Y'a Dix Navires A Josselin      |       |
| 12. | Les Gars De Locminé             |       |
| 13. | A Pa Oan-Me Bihan               |       |
| 14. | An Aval Oranj                   |       |
| 15. | Sonenn Ar Goroll                |       |
| 16. | Barzh Er Ger-Man                |       |
| 17. | Pe'ar Leur                      |       |
| 18. | Les Gars De Locminé             |       |
| 19. | Ballade Du Petit Peuple         |       |
| 20. | Ronds De Saint-Vincent          |       |
| 21. | Buvons A Plein Verre            |       |
| 22. | Suite De Tours                  |       |
| 23. | Petit Oiseau                    |       |
| 24. | Qui Donc Frappe A Ma Porte ?    |       |
| 25. | Ballade Du Petit Peuple         |       |
| 26. | Un Tammig Em Eus Kalon Diaes    |       |
| 27. | Pardon Keranna                  |       |
| 28. | Ribourtadenn                    |       |
| 29. | Gavotte Pourlet / Pevar R Leur  |       |
| 30. | Kanit, Kanit Bugulezig          |       |
| 31. | Tro-Est                         |       |
| 32. | Gwerzenn Ar Labourer-Douar      |       |
| 33. | Laride Mod-Nevez                |       |
| 34. | Ton Bale Bale Ar C'hezeg        |       |
| 35. | Kost Ar C'hoad                  |       |
| 36. | Me 'Gav Hir An Amzer            |       |
| 37. | Ar Binaj                        |       |
| 38. | Gavot'tan Pourlet               |       |
| 39. | Fest A Gren                     |       |
| 40. | Gwerzenn Ar Labourer-Douar      |       |
- 2011 : A-gevret (Coop Breizh)| No  | Titre                                  | Durée |
| --- | -------------------------------------- | ----- |
| 1.  | Asha Ireja (feat. Safar)               | 5:37  |
| 2.  | Laridenneu Mod Baod (feat. Ampouailh)  | 5:02  |
| 3.  | Kanenn Santez Noluenn                  | 2:21  |
| 4.  | Fest-a-gren (feat. Ampouailh)          | 3:56  |
| 5.  | Son a boz                              | 1:30  |
| 6.  | Mpewha (feat. Safar)                   | 6:02  |
| 7.  | Baleu                                  | 2:16  |
| 8.  | Rondes de Loudéac (feat. Ampouailh)    | 4:40  |
| 9.  | Sans-soucis                            | 2:17  |
| 10. | Ma position est bien triste et cruelle | 5:35  |
| 11. | Tours (feat. Ampouailh)                | 6:44  |

### Filmographie
- 2012 : Safar eus Pondi da Zanzibar, documentaire réalisé par Ronan Hirrien, sur la rencontre du bagad et Safar, groupe de taarab, rencontré à Cléguérec lors du festival Bombardes & Compagnie[70]

## Sources